# 8071 Simonelli
8071 Simonelli eller 1981 GO är en asteroid i huvudbältet som upptäcktes den 5 april 1981 av den amerikanske astronomen Edward L.G. Bowell vid Anderson Mesa Station. Den är uppkallad efter den amerikanske astronomen Damon Paul Simonelli.
Asteroiden har en diameter på ungefär 8 kilometer.